# Південні дельта-Аквариди
Південні дельта-Аквариди (англ. Southern Delta Aquariids) — метеорний потік, що спостерігається щорічно з середини липня до середини серпня; пік активності припадає на 28 або 29 липня. 

## Загальна характеристика
Даний потік утворився при руйнуванні об'єкта, з якого утворилися сучасні комети Марсдена (англ. Marsden) і Крахта (англ. Kracht).
Метеорний потік отримав назву  δ-Акваріди , оскільки радіант розташований в сузір'ї Водолія (англ. Aquarius), поблизу Дельти Водолія. Даний потік складається з двох частин, Південних і Північних δ-Аквариди. Південні δ-Акваріди є сильним потоком, спостерігається в середньому 15-20 метеорів на годину, зенітне годинне число одно 18. Середні координати радіанта рівні RA = 339 °, DEC = -17 °. Північні δ-Аквариди є слабшим потоком, пік активності припадає на середину серпня, в середньому на годину спостерігається 10 метеорів, середні координати радіанта рівні RA = 340 °, DEC = -2 °.

## Спостереження
δ-Аквариди найкраще спостерігати в досвітні години вдалині від міської засвітки. Спостерігачі у Південній півкулі мають перевагу при спостереженнях, оскільки радіант розташовується високо в небі в період піку активності.

## Інтернет-ресурси
- Worldwide viewing times for the 2011 Delta Aquariids meteor shower
- Delta Aquariids at Meteor Showers Online